# موری رانمارو

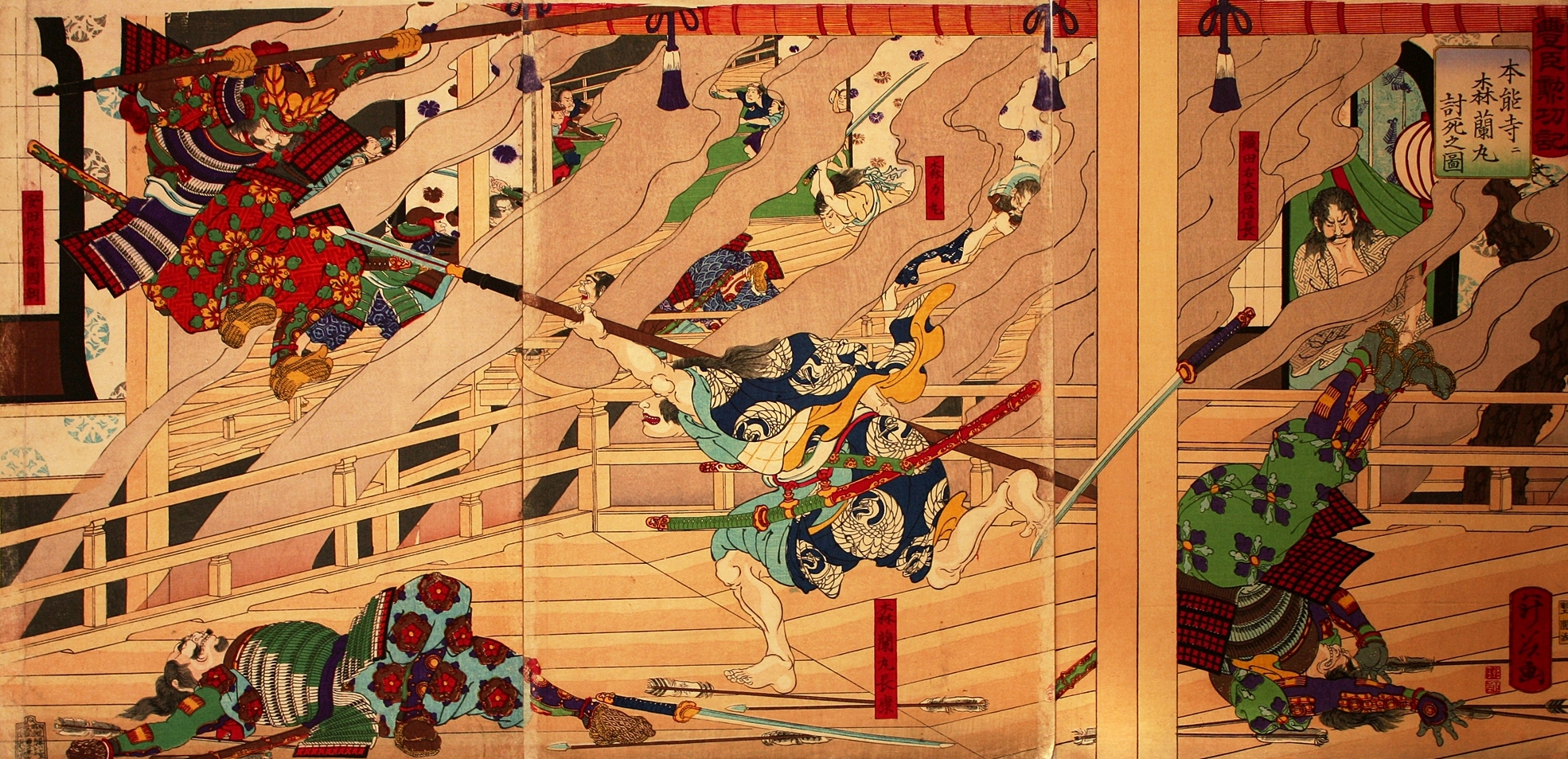
ستیز موری رانمارو در میان آتش با سپاه آکچی میتسوهیده در حادثه معبد هوننو

موری رانمارو (به ژاپنی: 森 蘭丸 Mori Ranmaru)، موری ناریتوشی (به ژاپنی: 森 成利 Mori Naritoshi) (۲۱ جون، ۱۵۸۲ – ۱۵۶۵) یکی از ۵ پسر موری یوشیناری رهبر خاندان موری و از اهالی ولایت مینو بود.